# Oshikoto
Oshikoto est l'une des quatorze régions administratives de Namibie. Elle doit son nom au lac Otjikoto qui signifie en langue héréro « trou profond ».

## Géographie

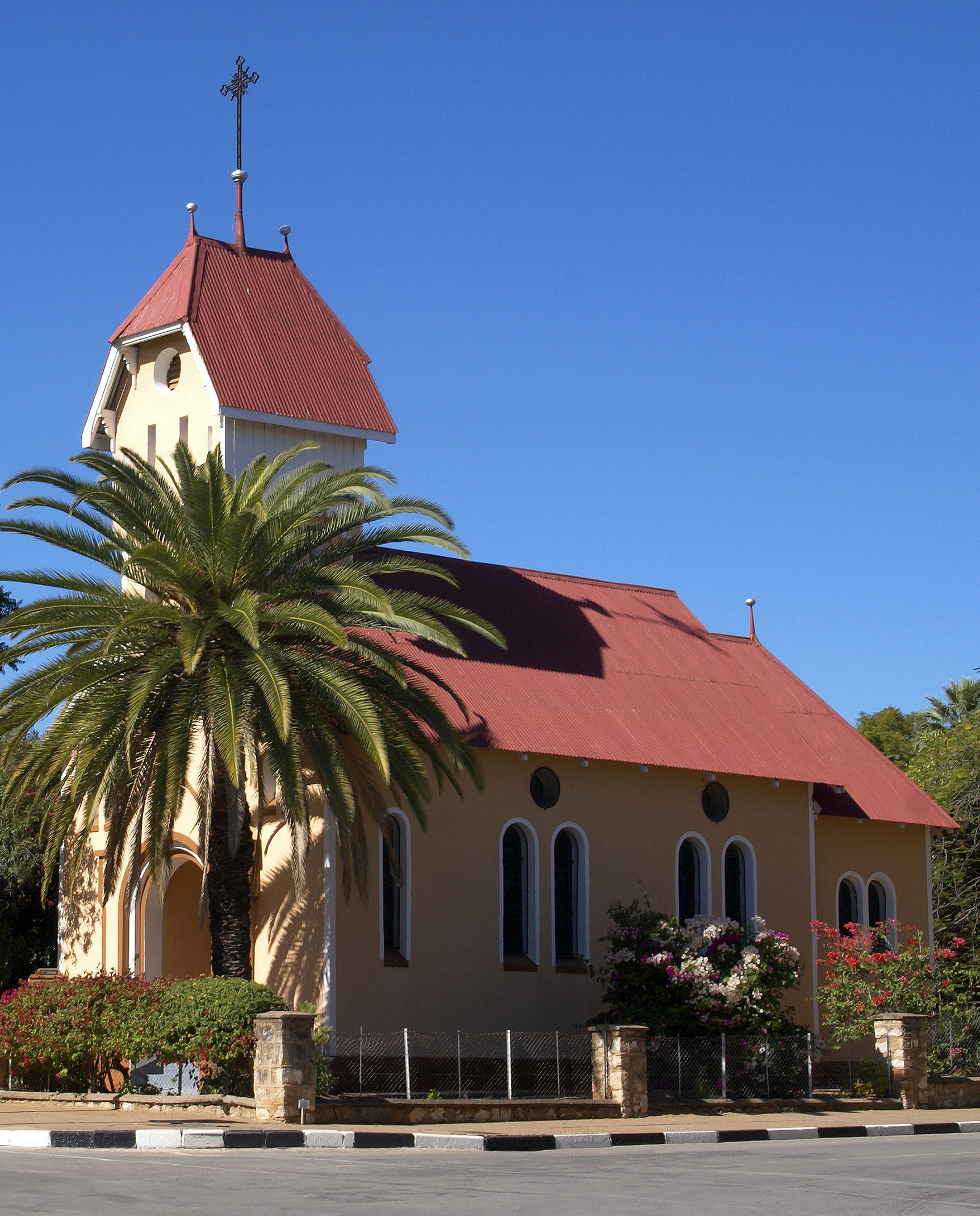
Église Sainte Barbara à Tsumeb.

Cette région densément peuplée est divisée en neuf circonscriptions : Oniipa, Onayena, Olukonda, Omuntele, Okatope, Okangolo, Omuthiygwiipundi, Engodi, Guinas, et Oshikoto.

## Histoire
C'est aussi historiquement la patrie des Ndongas de l'ethnie Ovambo. Autrefois partie intégrante de l'ancien Ovamboland, elle fut créée en 1992. 

## Économie
Les activités minières et industrielles se concentrent dans le sud de cette région agricole. Les communications de cette région sont mieux développées que celle des trois autres régions de l'Ovamboland. Cela est du notamment à l'activité des mines de Tsumeb. 
Une grande partie du parc national d'Etosha est incluse dans cette région développant le tourisme de type safari.

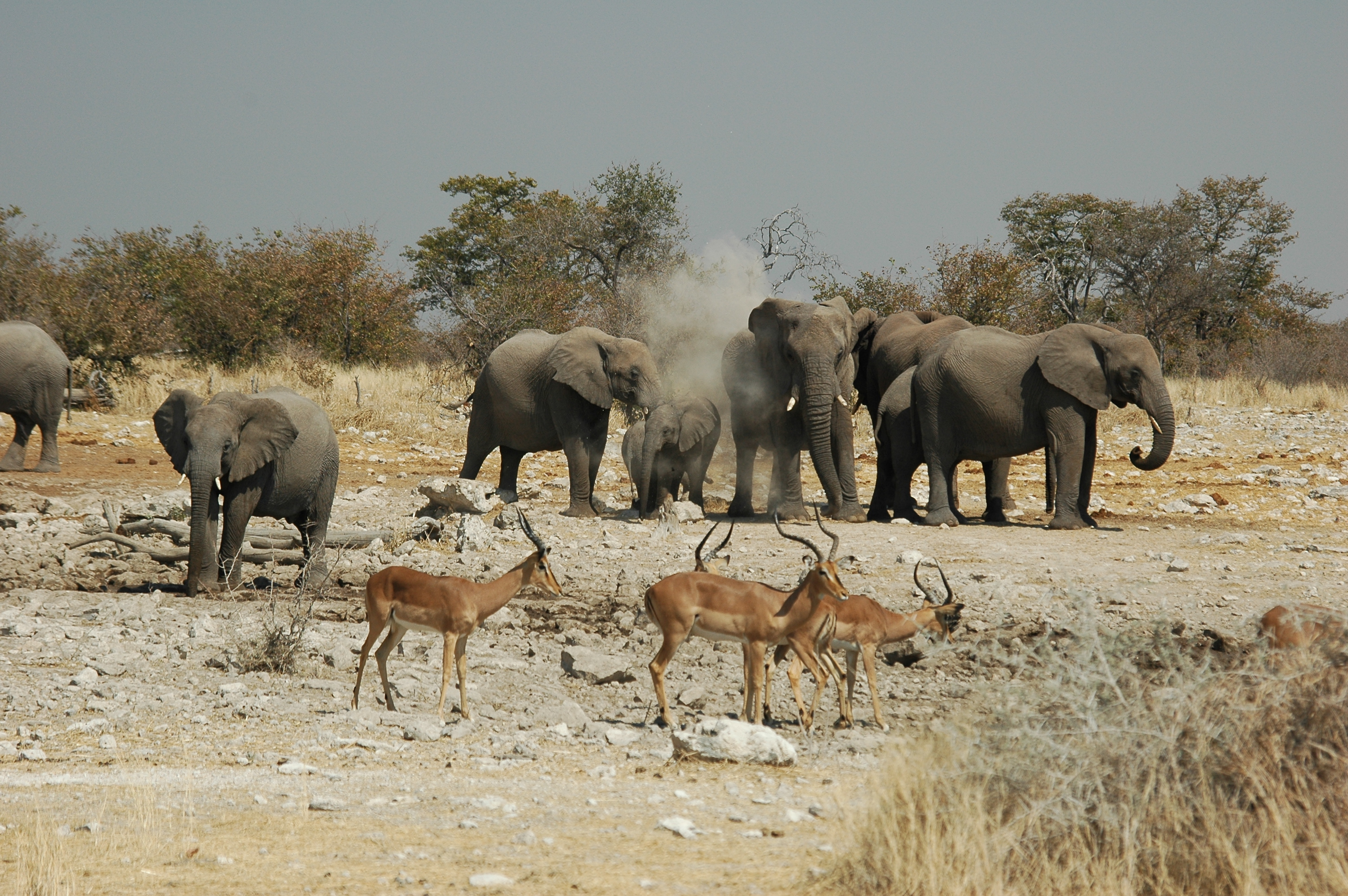
Éléphant du désert.
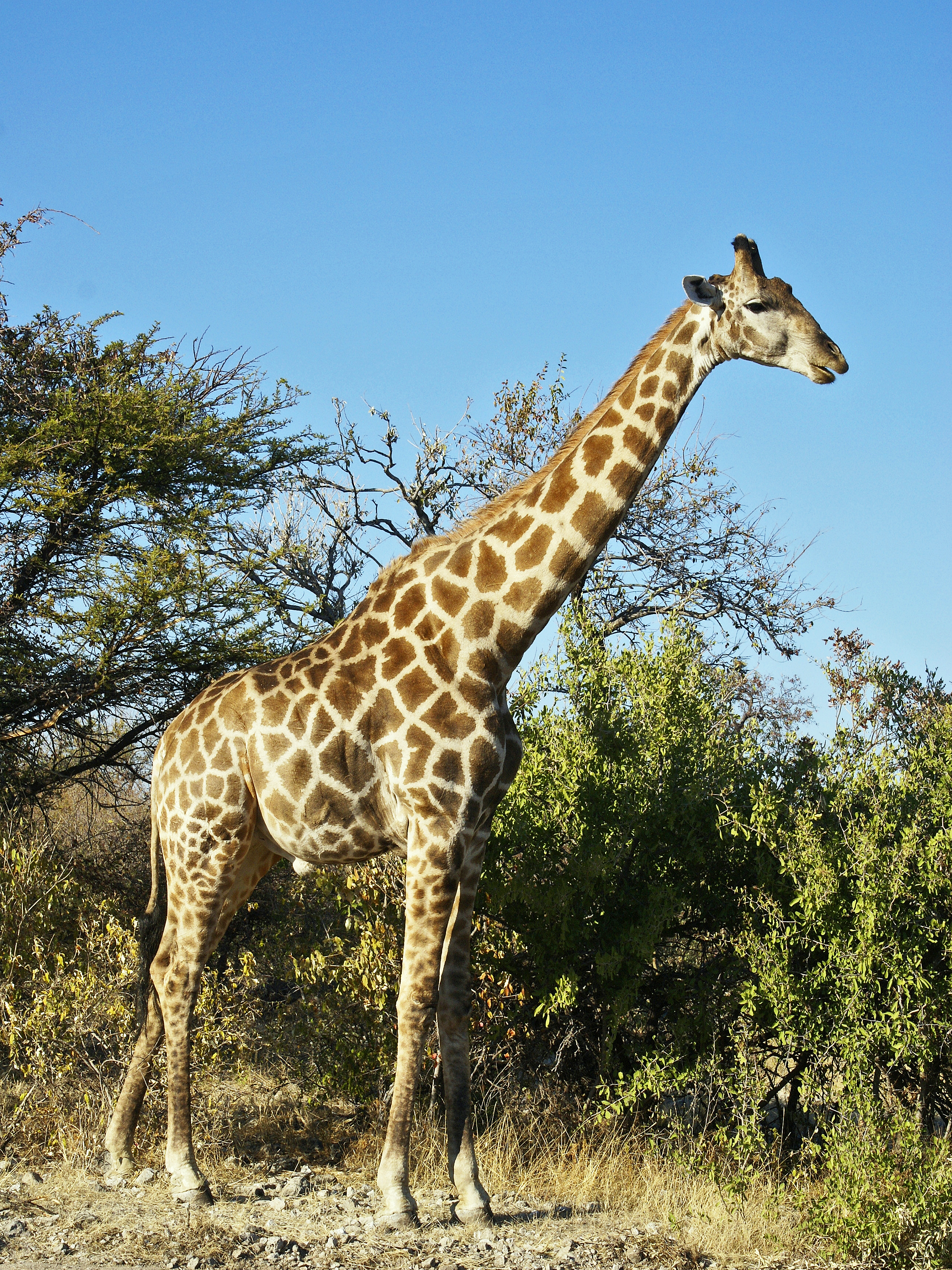
Girafe.
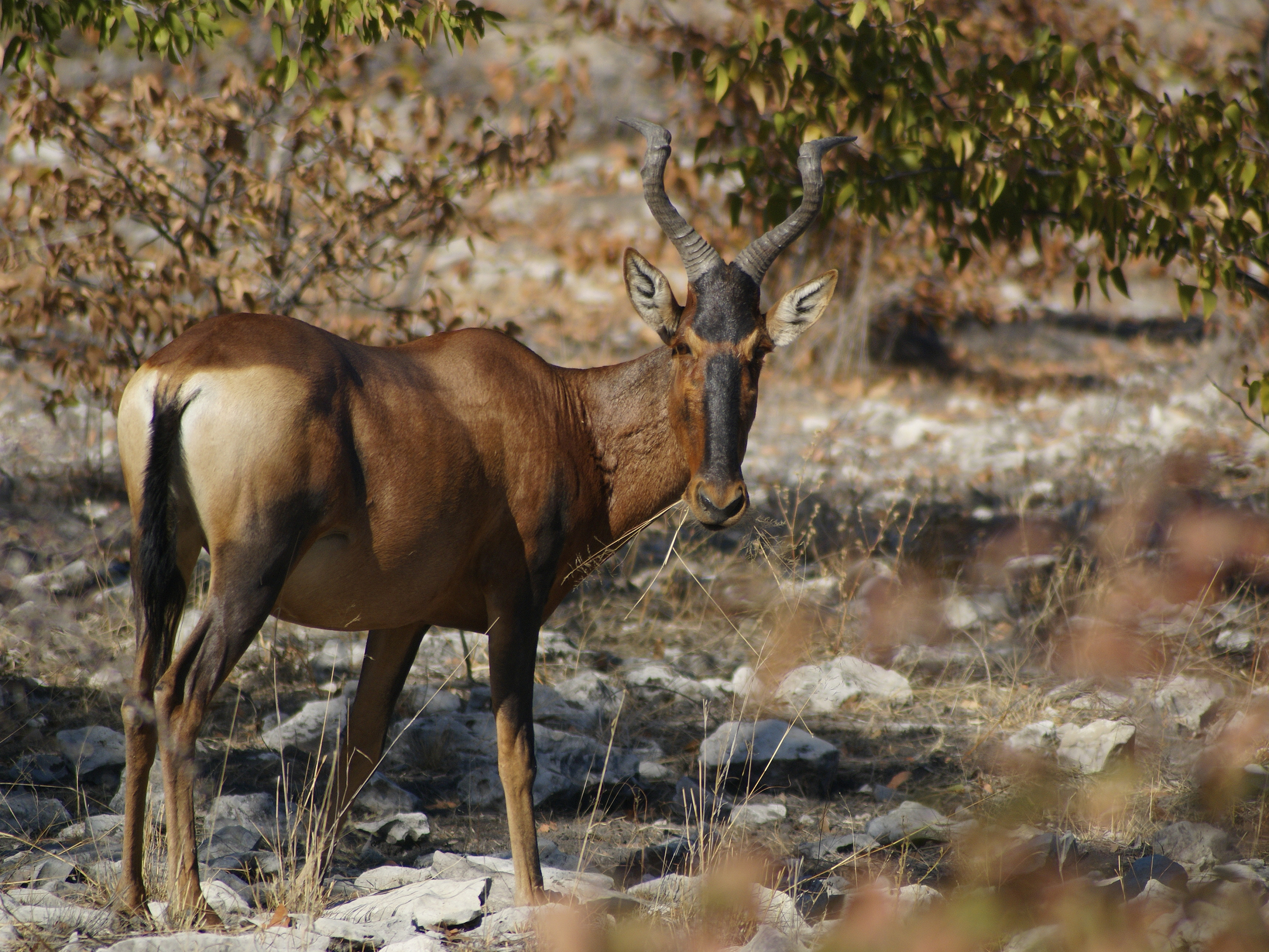
Alcelaphus caama.
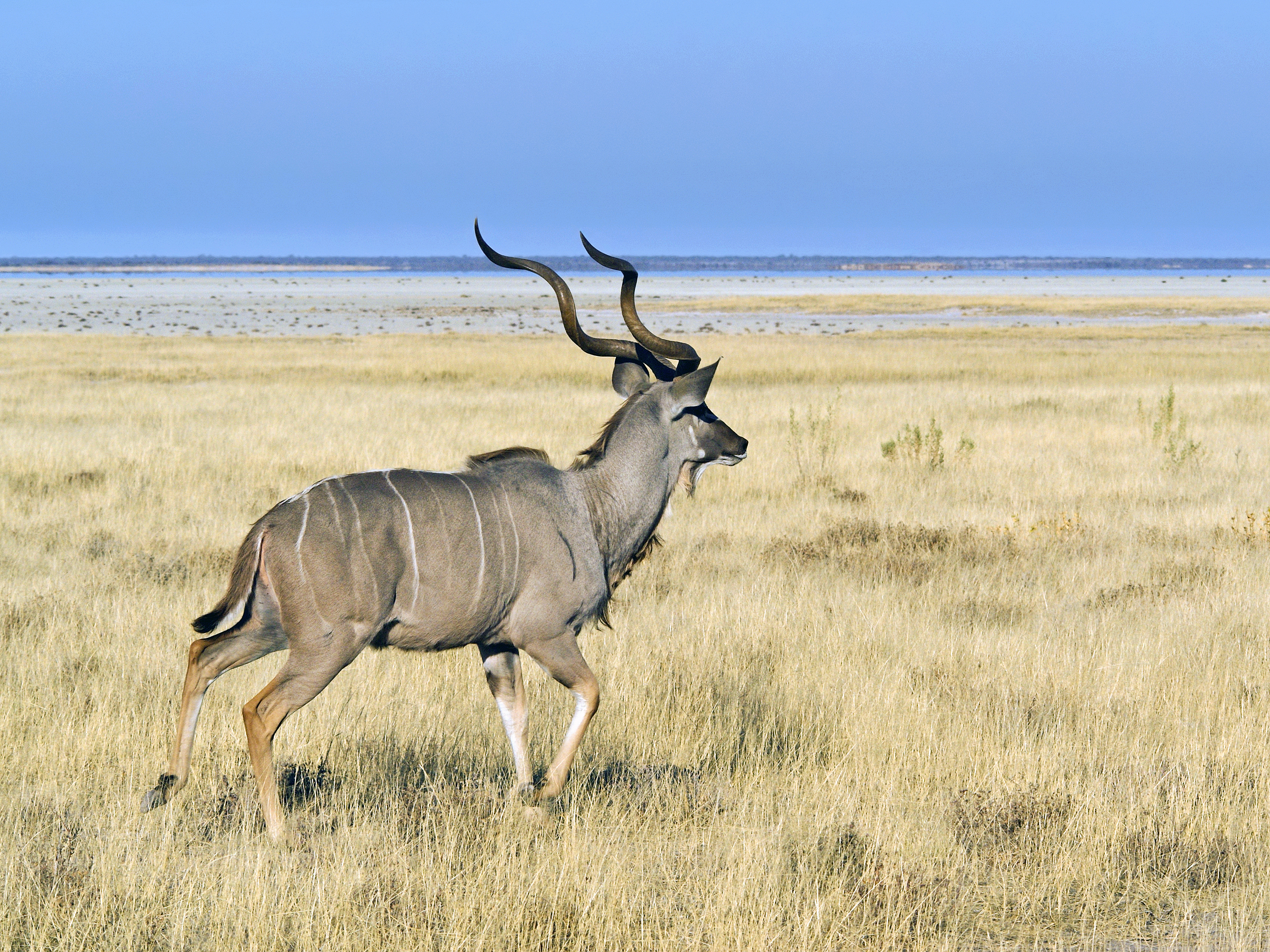
Grand koudou.
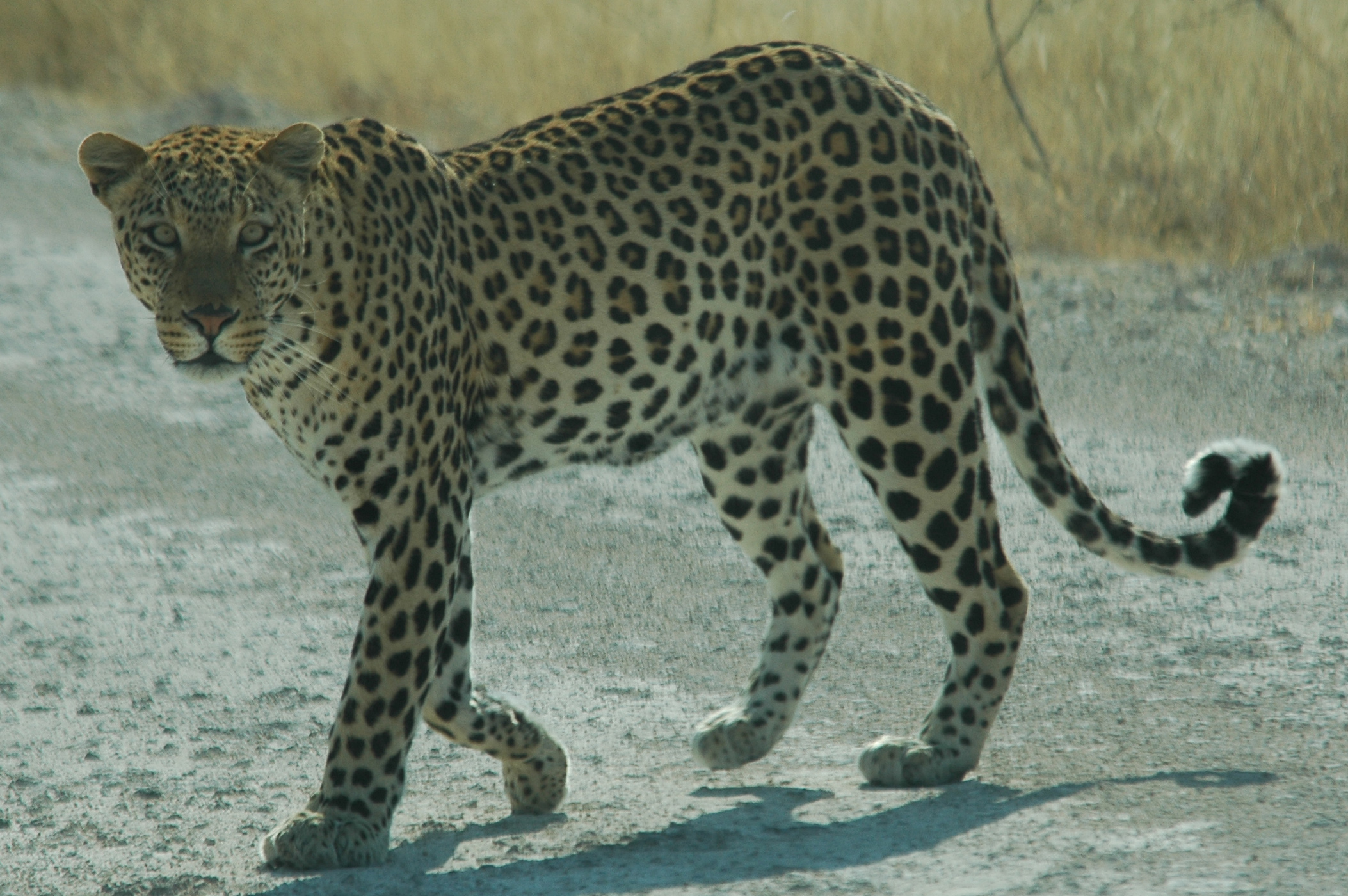
Léopard.
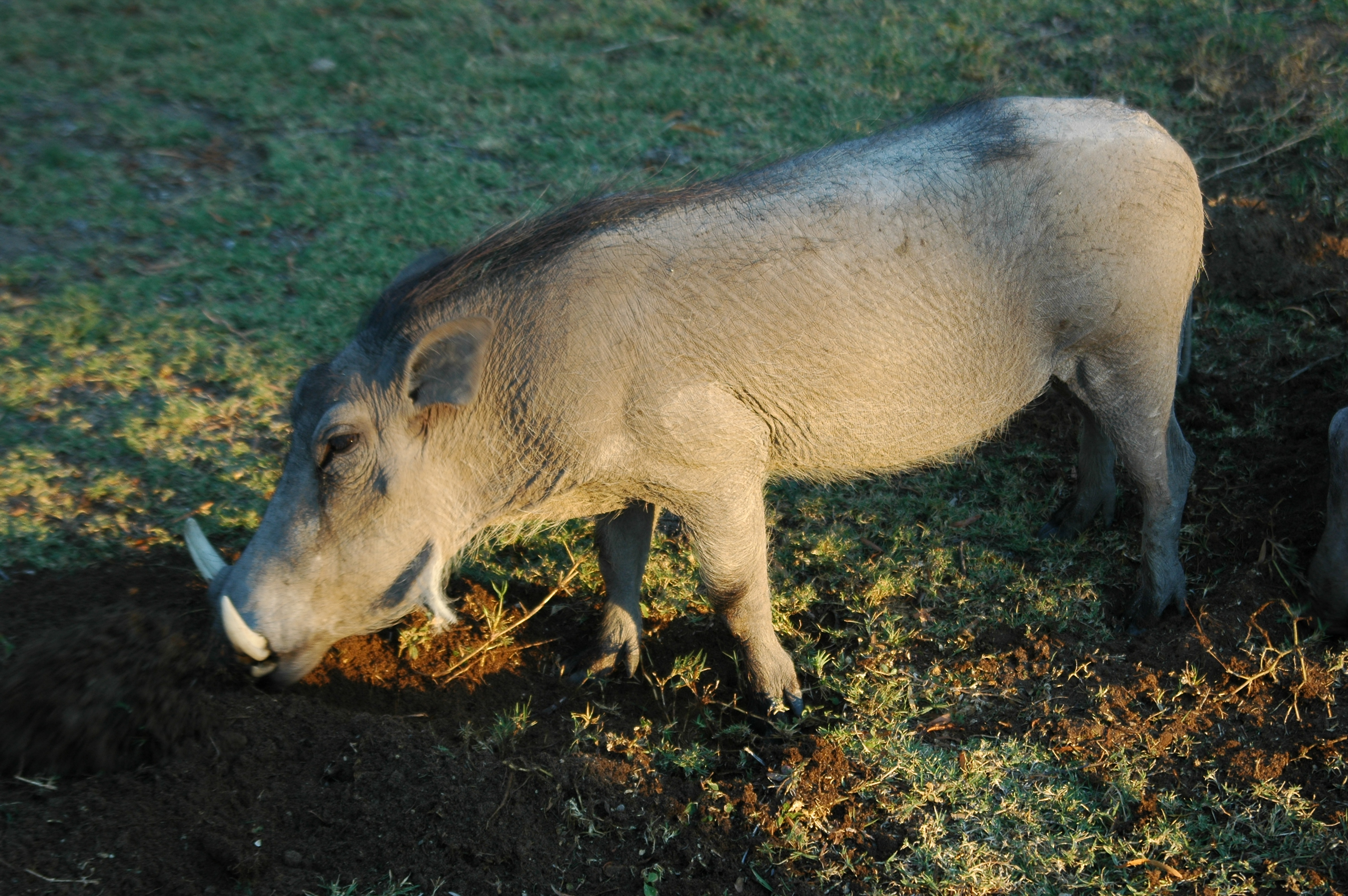
Phacochère.
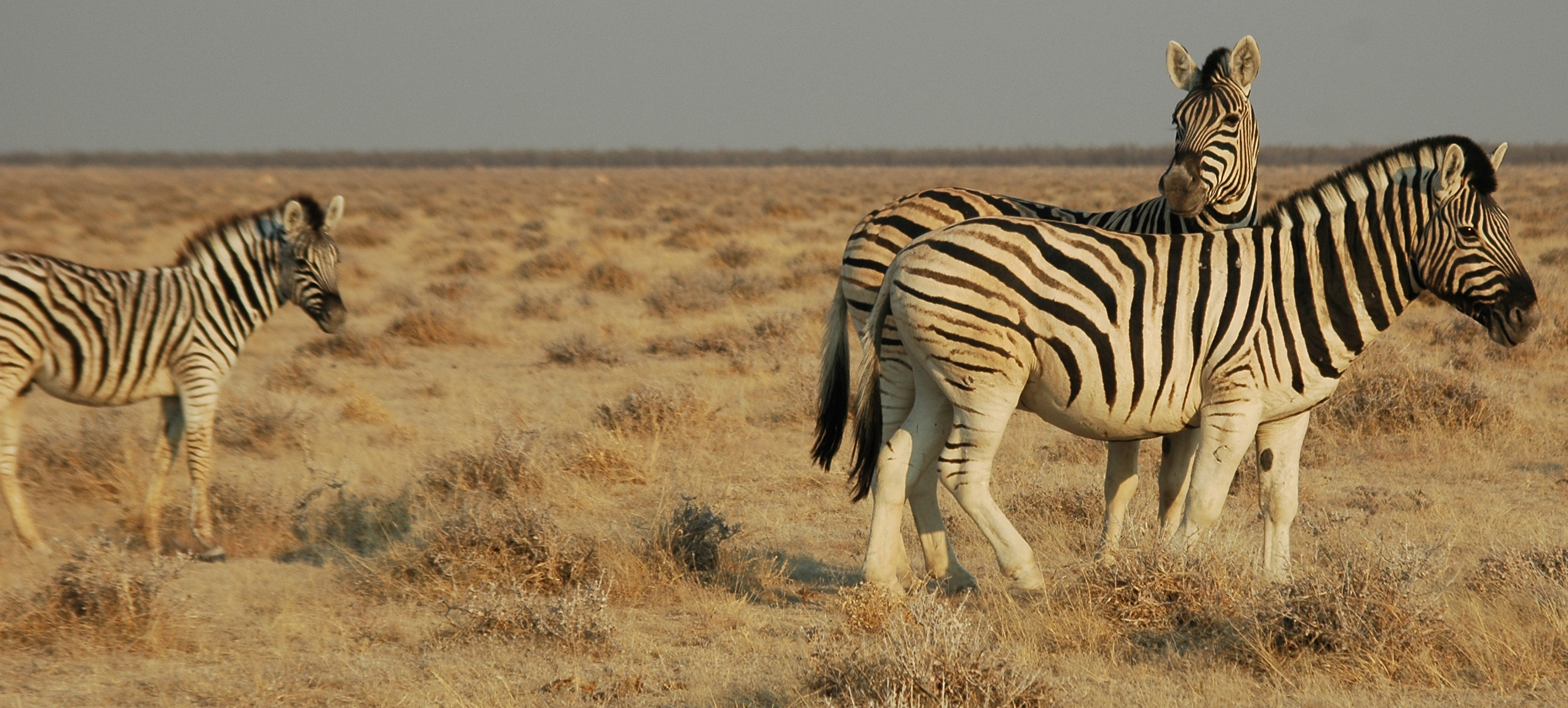
Zèbre.
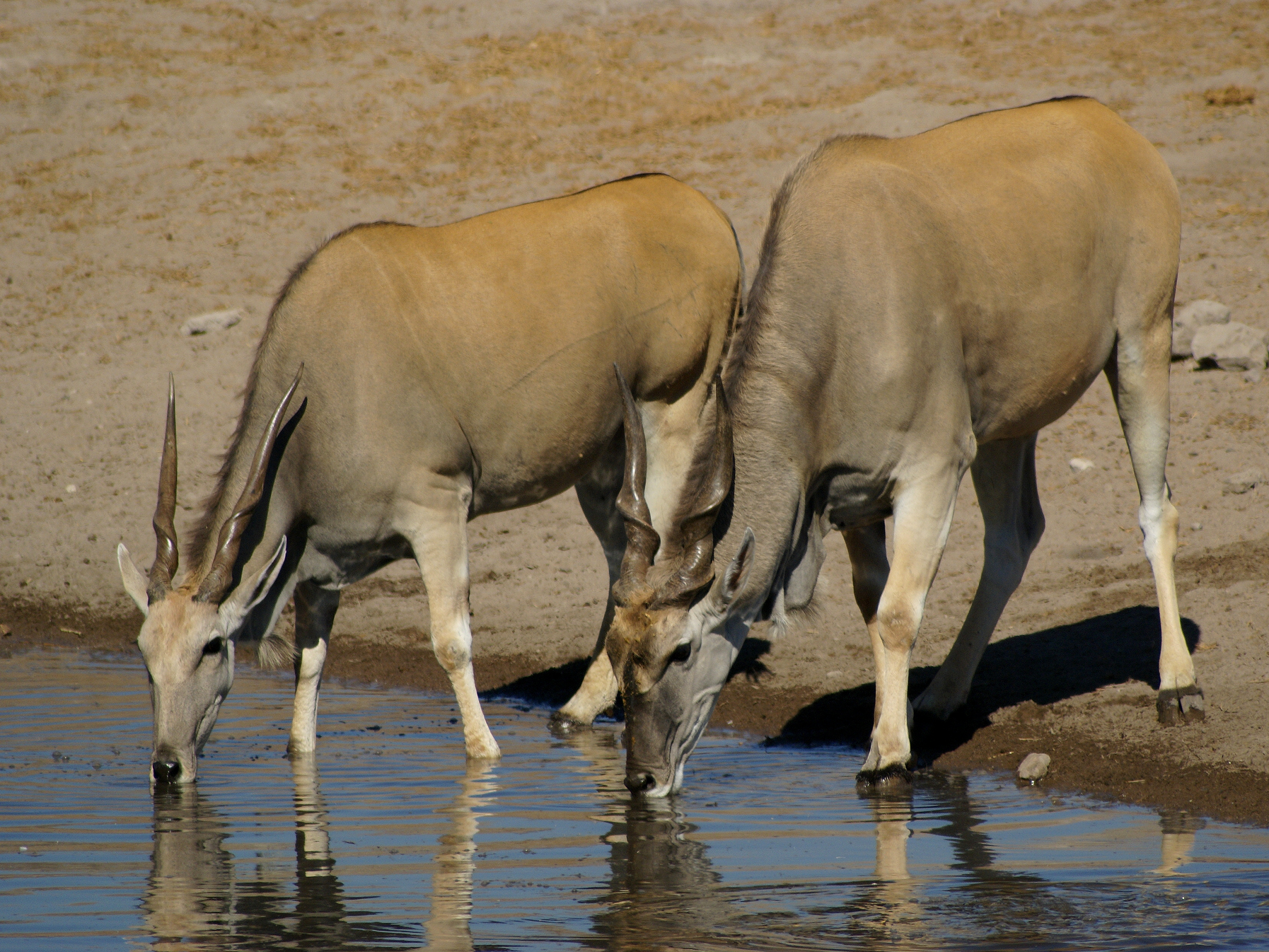
Éland (Taurotragus oryx).